# 阿方索一世 (布拉干薩)
布拉干薩的阿方索一世（葡萄牙語：Afonso I de Bragança，1377年8月10日—1461年12月15日），第一任布拉干薩公爵，葡萄牙阿維斯王朝国王若昂一世与伊内斯·佩雷斯的私生长子，出生于阿连特茹埃什特雷莫什的威罗斯。
1443年，为了在新國王面前的争宠中和解，彼得使得阿方索成为第一任布拉干薩公爵。1449年，基于数年之后可能被证伪的理由，阿方索一世的侄子阿方索五世（Afonso V）被指控有罪，于是宣布彼得为叛乱分子，使得局势恶化，内战开始。1449年5月20日，在阿尔韦卡附近的阿尔法罗贝拉战役中，彼得被杀。战役结束后，阿方索五世赋予了阿方索一世新的权力。九年后，当阿方索五世离开非洲时，把摄政权交给了阿方索一世。

## 家庭
1400年，阿方索一世與貝亞特麗絲·佩蕾拉結婚，兩人共育有2子1女：
1. 阿方索（英语：Afonso of Braganza, 1st Marquis of Valença）（1401年—1460年），瓦倫薩侯爵
2. 伊莎貝爾（英语：Isabel of Barcelos）（1402年—1466年），王室統帥夫人
3. 費爾南多一世（1403年—1478年），布拉干薩公爵